# Кайпаккая, Ибрагим
Ибрагим Кайпаккая (тур. İbrahim Kaypakkaya; 1949 — 18 мая 1973) — турецкий революционер, основатель и руководитель Коммунистической партии Турции (марксистско-ленинской) (TKP/ML) и Турецкой Рабоче-Крестьянской Освободительной Армии (TIKKO).

## Биография
Родился в 1949 году в турецкой провинции Чорум и рос в бедной крестьянской семье.
После учёбы в школе он прошел педагогическую подготовку в Центральной Анатолии. Затем поступил на физический факультет Стамбульского университета, где познакомился с революционными идеями и вступил в Революционную рабоче-крестьянскую партию Турции (TİİKP). В ноябре 1968 года был исключен из университета за распространение листовок против прибытия 6-го флота США в Турцию. После этого работал в газете «Рабочий и Крестьянин» (тур. İşçi Köylü), журналах «Просвещение» (тур. Aydınlık), «Турецкие Левые» (тур. Türk Solu). В 1971 году порывает с Рабочей партией Турции и создает Коммунистическую партию Турции/Марксистско-ленинскую (тур. Türkiye Komünist Partisi/Marksist-Leninist, TKP/ML).
Кайпаккая был одним из тех, кто поставил национальный вопрос в отношении курдского народа.
В соответствии с военным меморандумом 1971 года правительство Турции начало уничтожать коммунистическое движение в стране, что вызвало ответную вооружённую реакцию.
24 января 1973 года Кайпаккая, получив тяжелые ранения, прорвался из засады в горном регионе Тунджели и скрылся в одной из близлежащих деревень, но через несколько дней был выдан властям местным учителем. В течение трех с половиной месяцев его подвергали пыткам.
Застрелен в тюрьме 18 мая 1973 года ещё до того, как ему был вынесен приговор. С тех пор он стал иконой и символом для многих участников левого движения.